# Cycas simplicipinna
Cycas simplicipinna (Smitinand) K.D.Hill, 1995 è una pianta appartenente alla famiglia delle Cycadaceae, endemica del sud-est asiatico.

## Descrizione
È una cicade con fusto completamente sotterraneo.
Le foglie, pennate, lunghe 90-250 cm, sono disposte a corona all'apice del fusto e sono rette da un picciolo lungo 35-140 cm; ogni foglia è composta da 35-90 paia di foglioline lanceolate, lunghe mediamente 20-60 cm, inserite sul rachide. Le foglie sono poche, grandi ed erette, con lunghe foglioline distanziate l'una dall'altra.
È una specie dioica con esemplari maschili che presentano microsporofilli disposti a formare strobili terminali di forma fusiforme e di colore crema, lunghi 15-21 cm e larghi 2,2-4 cm ed esemplari femminili con macrosporofilli che si trovano in gran numero nella parte sommitale del fusto, con l'aspetto di foglie pennate che racchiudono gli ovuli, in numero di 2.
I semi sono grossolanamente ovoidali, lunghi 18-21 mm, ricoperti da un tegumento di colore giallastro.

## Distribuzione e habitat
Questa specie è presente in un areale che copre il nord della Thailandia, il Laos, il Vietnam e parte della Birmania. È una specie tipica di ambienti montani, si trova sempre sopra i 600 metri di altezza nel sottobosco di foreste pluviali umide, dense ed ombrose.

## Conservazione
La IUCN Red List classifica C. simplicipinna come specie prossima alla minaccia (Near Threatened).

La specie è minacciata dal disboscamento. Le popolazioni sono diminuite del 20% nelle ultime tre generazioni.